# Ічіносекі Шіро
Ічіносекі Шіро (24 січня 1944) — японський важкоатлет.
Бронзовий призер Олімпійських Ігор 1964 року в легшій вазі, учасник 1968 року.
Срібний призер Чемпіонату світу 1965 року в категорії до 56 кг, бронзовий призер 1963 (до 56 кг), 1964 (до 56 кг) років.